# LAG Nr. 42 und 43
Die Lokomotiven mit den Bahnnummern 42 und 43 der Localbahn AG (LAG) waren Nassdampflokomotiven.
Die Fahrzeuge wurden von Krauss nach dem Vorbild der Bayerischen D VII hergestellt, hatten jedoch anders als diese ein Verbundtriebwerk, weil die LAG damit gute Erfahrungen gemacht hatte.
Die beiden Exemplare wurden hauptsächlich auf der Strecke zwischen Marktoberdorf und Füssen eingesetzt. Die Reichsbahn übernahm 1938 beide Fahrzeuge und ordnete sie in die Baureihe 98.71 ein. 1941 wurden die Lokomotiven an die Augsburger Localbahn verkauft, wo sie bis 1956 mit den Bahnnummern 7 und 8 im Einsatz waren und 1957 verschrottet wurden.